# عياض بن عوانة
هو عياض بن عَوانة بن الحكم بن عوانة الكلبي النحوي؛ حيث كان جده الحكم بن عوانة الكلبي، عالمًا بأيام العرب وأنسابها، وكان له قدر وحال، ووَلِي ولاياتٍ كثيرةً كبلاد السند وخراسان زمن الدولة الأموية، وكان أبوه عوانة عالمًا أديبًا، وكان من أهل الكوفة، وكان إذا أراد أن يسأل الرجل: أعربي هو أم مولى؟ قال له: «أصليبة أنت أم من أنفسهم؟» فإن كان عربيًّا قال: «صليبة»، وإن كان مولًى قال: «من أنفسهم». وعنه أخذ المهري كثيرًا من النحو والشعر، وكانت أسرة المهالبة تكرمه.

## بعض من أخباره
وروت الرواة عن عياض أنه قال: "أقمتُ زمنًا لا عهد لي بصلة رَوْح بن حاتم، حتى أَرملتُ وأملقتُ، فركبتُ يومًا بغلة، وخرجتُ حتى رقيتُ على الكدية السوداء المطلَّة على القنطرة، وكانتِ العربُ تضع أثقالها في دخولها إفريقية بالقيروان، فسُمِّيت القيروان؛ لأنها الأثقال في كلام العرب، فإني لعلى الكدية إذ أتاني رسولٌ يشتدُّ إليَّ، فقال: أجب يابن عوانة. فمضيتُ وما أحسبُ أن بعثه إليَّ ابتداءً من غير أن أكون توسلتُ للوصول إليه، إلا لأمرٍ نُمِي عني إليه من القول.

فلما أتيتُ نزلتُ على بابه، فاستؤذن لي فصعدتُ، فإنه لفي العلو المطل مع جاريته طلة الهندية، فسلمتُ فأحسن الرد، فكأن روعي سكن، ثم قال: ما حالُك؟ فقلتُ: مُقِلّ مُعدِم، أبو عيالٍ ولا مال. قال:
قد بلغتَ الغيثَ فتخيَّم. أي: ألقِ خيمتَك. فقلتُ: الحمد لله، ذلك والله المأمول المرجو من الأمير. قال: ما لك من العيال؟ قلتُ: ثلاثون. قال: وكان أبو هريرة قهرمانه أكرم حضير ومشير، فقال: هم أكثر من ذلك، إلى السبعين بين حُزانة وقرابة وأصهارٍ، وقد اصطموا إليه؛ لما يأملون من رأي الأمير ويرجونه، وما هو بذي ماشية ولا غاشية، ولا بتاجر. قال: قد أمرتُ لك بخمسمئة دينار، فادفعها إليه يا أبا هريرة الساعة، ومن القمح والشعير والتبن والطلاء، والزيت والخل، ما قال: إنه يقوم به إلى رأس الحول.
قال: فوزن لي المال، وقال لأصحاب الخراج: احسبوا كم له في هذه السنة مما أمر به. فجعلوا يعدون ويعقدون، وكان السعر قد نزا، فقال لي أبو هريرة: هل لك إلى ما هو أقرب من هذا، تأخذه ثمنًا؟ قلتُ: ما أكره ذلك. فأعطاني خمسمئة دينار أخرى، ومضيتُ.
- الحُزانة: أهله الذين يحزن لهم. وما أنسى محضر طلة يومئذ، وقولها: عالم البلد أهل لكل ما أُسدِي إليه! فانصرفتُ بأحسن حال.
وكان عياض ممن يقرض الشعر، ويجود فيه.